# Signochrysa buruensis
Signochrysa buruensis is een insect uit de familie van de gaasvliegen (Chrysopidae), die tot de orde netvleugeligen (Neuroptera) behoort. 
Signochrysa buruensis is voor het eerst wetenschappelijk beschreven door Esben-Petersen in 1929.